# Nadia Magnenat-Thalmann
Nadia Magnenat-Thalmann est une informaticienne canado-suisse, professeure en informatique à l'Université de Genève et directrice de l'Institute for Media Initiative (IMI) de l'Université de technologie de Nanyang à Singapour.

## Biographie
Nadia Magnenat Thalmann est  titulaire  de plusieurs licences, notamment en psychologie, en biologie et en informatique à  l'Université de Genève puis d'un doctorat en physique quantique de la même université en 1977. Elle est ensuite professeure à l'Université de Montréal jusqu'en 1989, puis à l'Université de Genève, où elle fonde le laboratoire interdisciplinaire de recherche MIRALab en 1989 et devient directrice. Elle est ensuite  vice-rectrice jusqu'en 2006, date de sa démission conjointement avec le recteur et vice-recteur lors la crise de l'Université de Genève sur notes de frais abusives.
Parallèlement à ses recherches à MIRALab, elle est professeure invitée et directrice de l'Institute for Media Innovation de Singapour. Ses travaux de recherche portent sur les robots sociaux, la réalité virtuelle et la simulation tridimensionnelle des articulations.
En 1987, elle est élue « Femme de l'année » à Montréal pour son travail de pionnière avec le projet Marilyn Virtuelle. Elle a reçu un doctorat honoris causa de l'Université Leibniz de Hanovre en 2009 et un autre de l'Université d'Ottawa en 2010. Elle reçoit  le prix allemand de recherche Humboldt en Allemagne, qui est décerné à des universitaires dont les découvertes fondamentales, les nouvelles théories ou les connaissances ont eu une influence significative sur leur propre discipline et qui sont susceptibles de continuer à obtenir les meilleurs résultats à l'avenir.